# Hacendado
El término hacendado (en femenino, hacendada), según el Diccionario de la lengua española, hace referencia a la persona «que tiene hacienda en bienes raíces», «que tiene muchos bienes raíces». Estos bienes raíces pueden contar con una hacienda, pudiendo ser el hacendado el «dueño de una hacienda de campo» en la que, entre otras actividades, se puede llevar a cabo la cría de ganado.
Por otro lado, hacienda hace referencia al «conjunto de bienes y riquezas que alguien tiene», no exclusivamente a los bienes como hacienda de campo.
En países de América Central y América del Sur, el «estanciero que se dedica a la cría de ganado», según le tercera acepción del término hacendado, se correspondería con estanciero, el patrón o propietario de una estancia, un vasto establecimiento rural dedicado sobre todo a la cría extensiva de ganado, la «persona que es dueña de una estancia o casa de campo, o que cuida de ella», aportando este segundo término la relación con el mayoral, el «encargado de vigilar el trabajo en las estancias».
Así, hacendado y estanciero, aun cuando en ciertos aspectos y con determinadas salvedades, propias del entorno en que se usan, pudieran ser considerados como términos sinónimos, el primero tiene más relación con los bienes raíces, con el «conjunto de bienes y riquezas que alguien tiene», incluso en el espacio urbano, mientras el segundo tiene una más clara relación con la agricultura, la ganadería, con el campo, con el medio rural.